# Pterodactyl (album)
Pterodactyl is het eponieme debuutalbum van de Amerikaanse noiserockband Pterodactyl. Het album werd in 2007 uitgebracht op cd en lp. De opnames vonden verspreid over twee maanden in 2006 plaats in Brooklyn. De liederen werden geschreven tussen 2002 en 2006.

## Tracklist
Alle muziek is geschreven door Pterodactyl.
| Nr. | Titel             | Duur |
| --- | ----------------- | ---- |
| 1.  | Polio             | 2:22 |
| 2.  | Safe like a train | 4:38 |
| 3.  | Three succeed     | 4:55 |
| 4.  | Ask me nicely     | 2:39 |
| 5.  | Rampage 1         | 3:04 |
| 6.  | Rampage 2         | 4:00 |
| 7.  | Blue jay          | 1:36 |
| 8.  | Astros            | 4:56 |
| 9.  | Chx Bx            | 4:04 |
| 10. | Esses             | 5:58 |

## Personeel
- Kurt Beals (zang, bas)
- Joe Kremer (gitaar, zang)
- Matt Marlin (drums, zang)